# 圣路易 (留尼汪)
圣路易（法語：Saint-Louis，法語發音：[sɛ̃ lwi]）是法国海外省留尼汪的一个市镇，属于圣皮埃尔区。

## 地理
圣路易（21°17'12"S, 55°24'33"E）面积98.9 平方千米，位于法国海外省留尼汪。
与圣路易接壤的市镇（或旧市镇、城区）包括：莱萨维龙、锡拉奥斯、昂特尔德、莱唐萨莱、圣皮埃尔。
圣路易的时区为UTC+04:00。

## 行政
圣路易的邮政编码为97450、97421，INSEE市镇编码为97414。

## 政治
圣路易所属的省级选区为圣路易第一县、圣路易第二县，其也是此二县的中央投票站所在地。

## 人口

1962-2008年间圣路易人口变化图示

圣路易于2022年1月1日时的人口数量为54478人。